# 帝室十姓
帝室十姓，又稱帝室十族、宗室十姓，是在中國拓跋部北魏朝時，由皇室拓跋氏分支出的十個宗族姓氏，屬於皇室家族，與勛臣八姓等，俱為北魏時代的貴族。在唐朝時列入虜姓。

## 概論
帝室十姓的記載，出於《魏書》與《新唐書》。據《魏書》記載，在拓跋鄰時代，將拓跋部內分為七部，由其兄弟統率，加上帝室拓跋氏為八部，之後分出帝室十姓，彼此不通婚，負責參加國家祭典。在北魏拓跋珪時，由十族中選出人選，參與帝室祭天。在北魏孝文帝時代，將帝室十姓皆改為漢姓。
據《新唐書》，帝室十姓中最早出現的是長孫氏，在北魏道武帝時，將長孫嵩改姓長孫氏。之後在北魏孝文帝時，分封拓跋鄰後代，形成帝室十姓。
帝室十姓實際出現的時間，經後世考據，有不同說法。中華民國學者陳寅恪與中華人民共和國學者姚薇元等人，主張起源自拓拔鄰時代。陳寅恪認為，十族中的乙旃氏與紇骨氏出自高車，十族的形成，除了血統外，也與其社會地位與政治結盟等因素有關。
美國學者Jennifer Holmgren認為帝室十姓中的各部落在拓跋力微時代開始發展，至北魏道武帝時代才形成帝室十姓。
中華民國學者康樂，認為帝室十姓為十個部落，北魏的國人主要是由這十族構成，為拓跋部建立國家的基礎。

## 十姓分支

### 拓拔氏
為王室姓氏，在北魏孝文帝時代改姓元氏。

### 紇骨氏
起源自拓跋鄰長兄，在北魏孝文帝時改為胡姓。
姚薇元在《北朝胡姓考》認為，紇骨氏起源自高車。

### 普氏
起源自拓跋鄰二哥，在北魏孝文帝時改姓周氏。

### 拔拔氏
《舊唐書》稱跋氏。在不同版本《魏書》中，或寫為拓跋氏。北魏〈魏孝文帝弔比干文碑〉有「符璽郎中臣河南郡拔拔臻」，姚薇元在《北朝胡姓考》考據應為拔拔氏。現代點校本《魏書》，採用姚薇元考據，皆改為拔拔氏。在北魏孝文帝時代改姓長孫氏。
根據《魏書》與《舊唐書》，起源自拓跋鄰三兄。根據《舊唐書》，改姓長孫氏的原因是因為他們是帝室之長，中華民國學者康樂認為，拔拔氏可能源是拓跋鄰長兄。
據《新唐書》，胡三省認為，拓跋鬱律長子拓跋沙莫雄，即長孫仁，為南部大人時，才出現拔拔氏。Jennifer Holmgren認為，在北魏道武帝時才分出拔拔部。

### 侯氏（俟氏）
《魏書》稱侯氏，孝文帝時改為亥氏。《新唐書》稱為俟氏，後改為万俟氏。

### 乙旃氏
《魏書》記載乙旃氏起源自拓跋鄰叔父。Jennifer Holmgren認為，乙旃氏起源自於拓跋什翼犍之弟拓跋孤。其根據為叔孫建之父叔孫骨，Jennifer Holmgren認為即是拓跋孤 。
高車十二姓中有乙旃氏。陳寅恪認為乙旃氏起源於高車。